# Klaus Barthel
Klaus Barthel (* 28. Dezember 1955 in München) ist ein deutscher Politiker (SPD).

## Leben und Beruf
Nach dem Abitur in München absolvierte Klaus Barthel ein Studium der Politikwissenschaft, Soziologie und Geschichte an der Ludwig-Maximilians-Universität München, welches er als Magister Artium beendete. Zwischendurch leistete er seinen Zivildienst ab und war danach als Gewerkschaftssekretär für Jugend und berufliche Bildung bei der Bezirksverwaltung Bayern der Gewerkschaft Öffentliche Dienste, Transport und Verkehr tätig, die 2001 in ver.di aufging. Er ist seit seiner Wahl in den Bundestag ohne Bezüge beurlaubt.

## Partei
Seit 1975 ist Klaus Barthel Mitglied der SPD. Von 1983 bis 1988 war er Vorsitzender der südbayerischen Jungsozialisten und gehörte in dieser Funktion dem SPD-Bezirksvorstand Südbayern an. 1991 wurde er zum stellvertretenden Vorsitzenden des SPD-Bezirks Oberbayern gewählt und hatte dieses Amt bis 2000 inne. 2005 wurde er erneut zum stellvertretenden Bezirksvorsitzenden in Oberbayern gewählt und zuletzt 2009 in diesem Amt bestätigt. Seit 2007 gehört er dem Landesvorstand und seit 2009 dem Präsidium der Bayern SPD an. 2009 wählte ihn die Arbeitsgemeinschaft für Arbeit in der SPD (AfA) zu ihrem Landesvorsitzenden in Bayern. Im April 2010 wurde er zudem zum stellvertretenden Vorsitzenden des AfA-Bundesvorstandes gewählt. Von April 2012 bis April 2022 war er dessen Vorsitzender; anschließend wurde er zum Ehrenvorsitzenden gewählt. Bei der Mitgliederbefragung zur Wahl des Landesvorsitzenden der BayernSPD im Frühjahr 2017 war er einer der Kandidaten.

## Abgeordneter
Von 1994 bis 2017 war Barthel Mitglied des Deutschen Bundestages. Er kandidierte jeweils im Bundestagswahlkreis Starnberg, den er nicht gewinnen konnte, und zog über die Landesliste der SPD in den Bundestag ein. Von 2002 bis 2009 war er stellvertretender Sprecher der Landesgruppe Bayern in der Bundestagsfraktion. Seine wichtigsten Aufgabenbereiche lagen in der Wirtschafts- und Sozialpolitik. Ab 2009 war er stellvertretender wirtschaftspolitischer Sprecher seiner Fraktion, in der er Berichterstattungsfunktionen in den Bereichen der Netzwirtschaft innehatte, also für Telekommunikation, Post, Energie und Bahn. Er steht als alternierender Vorsitzender dem Beirat bei der Bundesnetzagentur vor. Als ordentliches Mitglied war er im Ausschuss für Wirtschaft und Technologien, im Kuratorium der Bundeszentrale für Politische Bildung und im Gremium gemäß § 23 c Abs. 8 Zollfahndungsdienstgesetz vertreten. Barthel kündigte an, nicht erneut bei der Bundestagswahl 2017 als Abgeordneter zu kandidieren.

## Mitgliedschaften
Barthel war Mitglied der Europa-Union Parlamentariergruppe Deutscher Bundestag.

## Politische Standpunkte
Klaus Barthel wird der Parteilinken zugeordnet. Mit seinem Abstimmungsverhalten widersprach er wiederholt Mehrheitsbeschlüssen der SPD-Fraktion, die seiner Ansicht nach nicht den Grundsätzen und Beschlüssen seiner Partei entsprachen. So forderte er bis zuletzt Nachbesserungen bei den Hartz-IV-Gesetzen. Zudem stimmte er einer Teilprivatisierung der Deutschen Bahn AG und der Heraufsetzung des Renteneintrittsalters auf 67 Jahre nicht zu. Von Anfang an gehörte er zu den Kritikern des Bundeswehr-Einsatzes in Afghanistan.